# مايكل زورك
مايكل زورك (بالألمانية: Michael Zorc)‏ مواليد 25 أغسطس 1962 في دورتموند، ألمانيا.لاعب كرة قدم سابق لـ بوروسيا دورتموند. بعد نهاية مسيرته كلاعب انتقل في عام 1998 إلى إدارة النادي وفي عام 2005، أصبح المدير الرياضي للنادي الـويستفالي، بوروسيا دورتموند.

## مسيرته الكروية
لعب مايكل زورك خلال مسيرته الاحترافية مع نادِ واحدٍ في سبعة عشر موسمًا وسجل خلالها 131 هدف ضمن 463 مباراة. حيث فاز في موسم واحد بالكأس وفي موسمين بالدوري.
خاض مايكل زورك مسيرته مع نادي بوروسيا دورتموند للفورميلا في موسم 1981–82 ليلعب معه سبعة عشر موسمًا، مشاركًا في 463 مباراة سجل خلالها 131 هدف.

## روابط خارجية
- مايكل زورك على موقع الاتحاد الدولي (مؤرشف)  (الإنجليزية)
- مايكل زورك على موقع الاتحاد الأوربي (الإنجليزية)
- مايكل زورك على موقع قاعدة بيانات كرة القدم.إي يو (الإنجليزية)
- مايكل زورك على موقع بيانات كرة القدم. دي إي (الألمانية)
- مايكل زورك على موقع ناشيونال فوتبول تيمز (الإنجليزية)
- مايكل زورك على موقع عالم كرة القدم.نت (الإنجليزية)